# Phil Jiménez
Phil Jiménez (Los Ángeles, California, 12 de julio de 1970) es un historietista estadounidense, conocido por su obra como guionista y dibujante para Wonder Woman desde 2000 a 2003, como uno de los cinco dibujantes de la miniserie Crisis Infinita (2005-2006), y por sus colaboraciones con el guionista Grant Morrison en New X-Men y Los Invisibles.

## Juventud
Phil Jiménez nació y se crio en Los Ángeles, y más tarde en Orange County, California. Se mudó a Nueva York para empezar sus estudios universitarios, en la School of Visual Arts, donde se especializó en caricaturismo. Se graduó con una licenciatura en Bellas Artes en 1991.

## Carrera

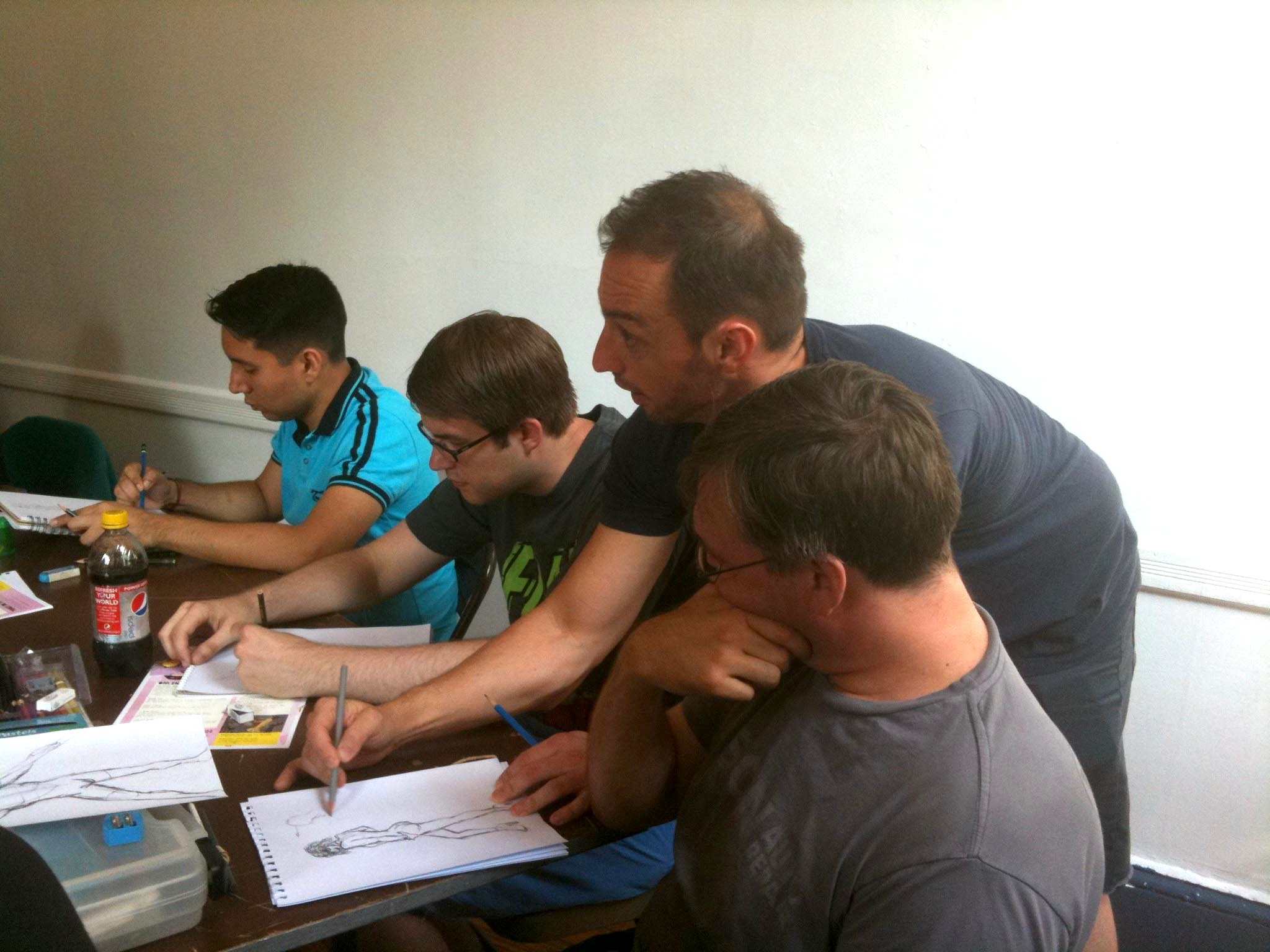
Phil Jiménez supervisando artistas.

### DCyMarvel
Tras graduarse, Jiménez fue contratado por el director Creativo de DC Comics Neal Pozner, con 21 años. Su primer trabajo publicado fueron cuatro páginas para la miniserie La guerra de los Dioses. Jiménez empezó una relación con Pozner, que era zero positivo cuando ambos empezaron su relación, y dudaba de empezar a salir con alguien más joven y zero negativo. En cualquier caso, Jiménez acabó siendo la pareja y cuidador de Pozner, sobre lo que dijo:
Neal Pozner fue mi primer editor, y fue probablemente mi mentor más importante en DC Comics. Era un hombre con un talento increíble, con opiniones muy contundentes sobre el modo en el que las cosas debían hacerse. Me enamoré de él en el momento en el que le conocí, y quería saber más sobre él, y quería estar con él todo el tiempo. Así que me quedaba con él en el trabajo en las oficinas, mucho más tarde de cualquier motivo razonable. Me compraba ropa que no podía permitirme para impresionarle. Y finalmente, reuní el valor para pedirle una cita. Y era 15 años más mayor que yo. Y había sido mi jefe. Y así, contra su mejor juicio, dijo que sí. Y acabó siendo una relación maravillosa.
Tras la muerte de Neal Pozne en 1994, Jiménez escribió e ilustró la miniserie, publicada por DC, Tempest, basado en un personaje de la prestigiosa miniserie de Aquaman escrita por Pozner a mediados de los años 80. En el último número, Jiménez dedicó la miniserie a Pozner, y escribió un editorial en el que se proclamaba gay por primera vez. "Recibí más de 150 cartas," dijo, "incluyendo la clásica carta del chico de Iowa: 'No sabía que había más gente como yo.' Eso es lo que cuenta. Significó mucho para la gente."
Muchas obras de Jiménez están relacionadas con las de George Pérez, cuyo arte le influyó poderosamente. Jiménez ha trabajado en varias series relacionadas con Los Nuevos Titanes (varios números de las series regulares New Titans y Team Titans, y las miniseries JLA/Titans, The Return of Donna Troy y Tempest), fue el dibujante principal de Crisis Infinita, una secuela de Crisis en Tierras Infinitas, e hizo una larga etapa como guionista y dibujante de Wonder Woman, empezando en el número 164 (enero de 2001) (Pérez había trabajado en la serie desde finales de los años 80 a principios de los 90). Pérez y Jiménez coescribirían un arco argumental de dos partes para el volumen 2 de Wonder Woman (Vol. 2) (en los números 68- y 69 , publicados en 2001). Jiménez abandonó la serie como artista completo en el número 88 (marzo de 2003). Jiménez y Pérez también han trabajado juntos en Crisis infinita (en la que Jiménez fue el dibujante principal, y Pérez dibujó algunas secuencias y portadas) y DC Special: The Return of Donna Troy (escrita por Jiménez y entintada por Pérez).
Jiménez es también conocido por su trabajo en la línea "para lectores adultos" de DC, Vertigo, para series como La Cosa del Pantano, Los Invisibles (junto al guionista Grant Morrison),y su propia serie (de la que ostenta los derechos de autor), la fantasía con elementos de ciencia ficción Otherworld. En 2003, Jiménez dibujó varios arcos argumentales de la etapa escrita por Morrison en New X-Men.
En la Comic-Con de San Diego de 2007, se anunció que Jiménez había firmado un contrato en exclusiva con Marvel Comics. Fue uno de los cuatro artistas que trabajó en el título franquicia de la editorial, The Amazing Spider-Man, la única serie protagonizada por Spider-Man, que se publicaba con una periodicidad de tres ejemplares al mes, e inauguró su estancia en la serie con el controvertido arco argumental "Brand New Day", al principio de 2008. Su primer trabajo con Spider-Man fue en el número 1 de Free Comic Book Day 2007: Spider-Man (junio de 2007), junto al guionista Dan Slott, que sirvió como preludio a "Brand New Day". Jiménez y el guionista Bob Gale cocrearon al personaje "The Freak" para el número 552 de The Amazing Spider-Man (marzo de 2008).[Ana Kravinoff, la hija de Kraven el Cazador, fue introducida en el número 565 de The Amazing Spider-Man (septiembre de 2008) por Jiménez y Marc Guggenheim. Durante su etapa, Jiménez dibujó la portada del número 583 de The Amazing Spider-Man, en la que aparecía Barack Obama.
En 2009, el redactor jefe de Marvel, Joe Quesada, anunció que Jiménez se convertiría en el dibujante de Astonishing X-Men a partir de su número 31. Jiménez coescribió el libro The Essential Wonder Woman Encyclopedia, con John Wells para Del Rey Books en 2010.. Más tarde volvió a DC Comics, dibujando una breve etapa en Adventure Comics, protagonizada por la Legión de Superhéroes, y Fairest, un spin-off de la serie de Bill Willingham Fábulas.
Jiménez apareció en la Casa Blanca, en los Premios Nacionales de Diseño, para presentar arte original a la primera dama Michelle Obama.
Jiménez fue parte de una mesa redonda sobre la diversidad entre los aficionados a la ciencia ficción y la fantasía en un episodio, retransmitido el 19 de marzo de 2015, del programa de humor y debate de Comedy Central The Nightly Show with Larry Wilmore, junto a la directora de contenidos de Marvel Comics, Sana Amanat, a la cantante de hip-hop Jean Grae y el comediante Mike Lawrence. Durante la discusión, Jiménez comentó: "Me parece extraño que dividamos raza, género y friquismo como si fueran cosas distintas. Todos los seres humanos son una combinación de experiencias e ideologías. Todo el mundo tiene algo de friki. Pero la idea de que, de algún modo, ser un friki se separa de su religión o de sus creencias morales o políticas me es extraño. Todos llevamos algo a nuestra toma de decisiones a diario.
Como parte del relanzamiento de los títulos de DC llamado DC Comics: Renacimiento, Jiménez ha empezado a escribir y dibujar la nueva serie Superwoman, a partir de agosto de 2016.

### Otro trabajo
Jiménez enseña clases de dibujo como parte del curso de caricaturismo de la School of Visual Arts en Manhattan, donde él mismo estudió. Ha impartido clases de dibujo fuera de la escuela, en sitios como el LGBT Center en West Village.
Jiménez dibujó esbozos vistos en la película de 2002 Spider-Man. En las escenas en las que Peter Parker, interpretado por Tobey Maguire, es visto creando esbozos de su traje, los primeros planos de sus manos muestran de hecho las manos de Jiménez.
Jiménez creó arte para la primera exposición permanente sobre conciencia sobre el SIDA, en el Museo de Ciencia e Industria de Chicago. Su arte ha aparecido en portadas de discos, y en varias revistas. Sus dibujos han aparecido en publicaciones como TV Guide, y se han escrito artículos sobre él en Entertainment Weekly, The Advocate, Instinct y la revista Out.

## Premios y reconocimiento
- Uno de los hombres del año para revista Instinct[20]
- Nombrado como uno de los "101 Gay Movers and Shakers" por la revista Entertainment Weekly.
- Embajador de los Premios Inkwell en 2011.[24]

## Vida personal
Jiménez se declaró gay en 1992, y su primera relación pública fue con Neal Pozner, quien le había contratado para DC aquel año.